# Plexippus niccensis
Plexippus niccensis är en spindelart som beskrevs av Bösenberg, Strand 1906. Plexippus niccensis ingår i släktet Plexippus och familjen hoppspindlar. Inga underarter finns listade i Catalogue of Life.